# Juliana Cabral
Pour les articles homonymes, voir Juliana et Cabral.
Juliana Ribeiro Cabral, née le 3 octobre 1981, plus communément appelée Juliana Cabral ou simplement Juliana, est une footballeuse internationale brésilienne.
Durant sa carrière, elle évolue au poste de défenseure et joue pour l'équipe nationale du Brésil. Au niveau des clubs, elle représente plusieurs équipes de premier plan au Brésil comme en Suède avec le Kopparbergs/Göteborg FC.
Après avoir fait ses débuts internationaux dans l'équipe A du Brésil à seulement 15 ans, Juliana est joueuse de la Seleção lors des éditions 1999 et 2003 de la Coupe du Monde, ainsi qu'aux Jeux olympiques en 2000 et en 2004. Lors du tournoi d'Athènes en 2004, elle est capitaine de l'équipe brésilienne médaillée d'argent .

## Carrière en club
Enfant, Juliana joue au football de rue avec son frère, disant parfois à leur mère qui ne l'approuve pas qu'elle ne participe qu'en tant qu'arbitre. A 10 ou 11 ans, elle intègre une équipe de mannequins footballeurs dirigée par l'agence de mannequins Flash Book, agence qui compte déjà dans ses rangs Milene Domingues,.
Elle rejoint le Saad Esporte Clube à 14 ans, puis le São Paulo FC où elle remporte des titres d'État et nationaux.
En février 2004, l'ambitieux club suédois du Kopparbergs/Göteborg FC, recrute Juliana, dans le cadre d'une triple signature très médiatisée aux côtés de Daniela et Hope Solo. Elle dispute quatre matches de championnat en Suède.
Elle revient au Saad EC en octobre 2006, après un séjour aux États-Unis perturbé par une blessure au pied.
Juliana représente également Palestra, Corinthians, Vasco, São Bernardo et Jaguariúna au niveau du club. Alors qu'elle joue pour ce dernier lors d'un match d'entraînement contre des garçons en avril 2007, elle subit une blessure au ligament croisé antérieur, ce qui interrompt les négociations de transfert qu'elle entreprenait avec des clubs anglais et espagnols.
En 2008, Juliana est capitaine des Corinthians et est mécontente lorsque le club a dissous sa section féminine en mars 2009. Cet événement l'amène alors à se retirer du football.

## Carrière internationale
En décembre 1996, Juliana fait ses débuts dans l'équipe du Brésil à l'âge de 15 ans, dans le cadre d'une victoire 5-0 lors d'un match amical contre l'Écosse à l'Estádio Parque São Jorge. Sa première sélection compétitive a lieu lors d'une victoire 12-1 contre la Colombie au Championnat sud-américain de football féminin 1998 le 5 mars 1998.
Lors de la Coupe du monde 1999, Juliana fait partie des sélectionnées. Elle est devenue une joueuse titulaire régulière. Le Brésil finit à la troisième place.
Elle est également membre de l'équipe du Brésil qui participe aux Jeux olympiques de Sydney en 2000 et qui termine à la quatrième place. Elle remporte la médaille d'or des Jeux panaméricains de 2003.
Juliana conserve sa place à la Coupe du monde 2003, au sein d'une équipe brésilienne très modifiée. Elle est capitaine lorsque le Brésil est éliminé en quart de finale par la Suède.
Elle est toujours capitaine de l'équipe nationale lors des Jeux olympiques de 2004. Elle est titulaire lors de la défaite finale 2-1 en prolongation contre les États-Unis.
Une grave blessure au genou subie en avril 2007 l'empêche de participer aux Jeux panaméricains de 2007, et à la Coupe du monde 2007.

## Style de jeu
Juliana se caractérise comme une défenseuse à l'aise techniquement mais difficile à passer comme Mauro Galvão ou Carlos Gamarra. Elle a débuté comme milieu de terrain, avant d'être reconvertie comme défenseure sous l'impulsion de son entraîneur Zé Duarte.

## Vie privée
Juliana est une athlète activiste. Après les Jeux olympiques de 2004, elle rédige une lettre à la Confédération brésilienne de football l'appelant à améliorer la situation du football féminin au Brésil. Parallèlement à sa carrière de footballeuse sur les terrains, elle joue également au futsal pour l'Associação Sabesp.
Aux Jeux panaméricains de 2007, Juliana, blessée, travaille comme commentatrice sportive pour BandSports. Elle continue à travailler comme commentatrice et journaliste sportive pour plusieurs médias dont RedeTV ! , Radio Globo et ESPN.
Après s'être rétablie, Juliana est déçue d'être exclue de ne pas être sélectionnée pour les Jeux olympiques en 2008. Elle estime alors que cette décision a été prise en réaction aux opinions qu'elle avait exprimées lors de son activité médiatique.